# Asmara

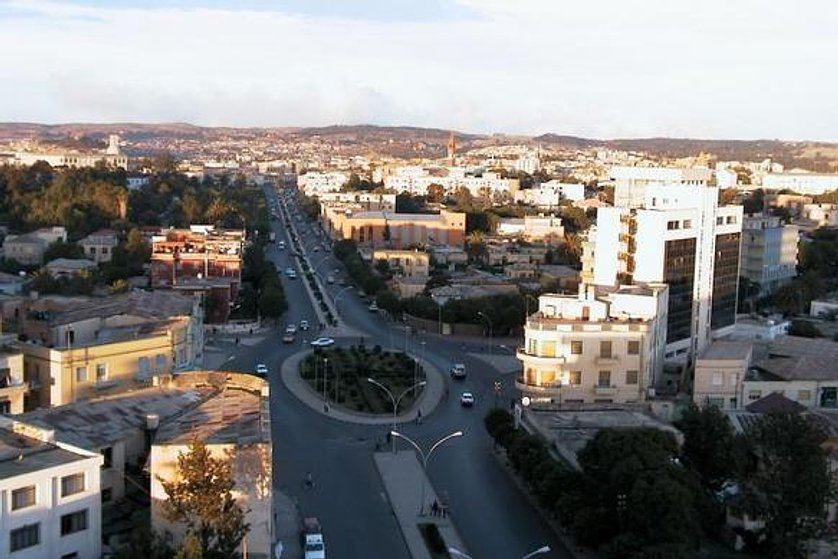
Asmara

Asmara (tygrajsky ኣስመራ, ʾAsmära), někdy též Asmera, je nejlidnatějším a hlavním městem Eritrejského státu. Založeno bylo italskými kolonialisty, avšak již dávno předtím toto místo bylo známé svým obchodním a politickým životem. Architektura a urbanismus jádra města pochází z období italské kolonie a díky své jedinečnosti byla tato část města v roce 2017 zařazena mezi památky světového kulturního dědictví UNESCO.

## Historické milníky města
Nejstarší záznamy o jakémsi obchodním městečku nalézajícím se na území dnešní Asmary sahají až do samotného středověku, přibližně 700 let zpět.
Na území, kde se nachází dnešní velkoměsto, byly původně čtyři vesnice. Po častém napadání okolími kmeny došlo ke kmenovému spojení inicializovanému ženami. Po vítězství přijalo místo také nové jméno Arbaete Asmara – což v překladu z místního jazyka Tigrinya znamená „(ony) čtyři se spojily“.
Moderní ráz hlavního města italské kolonie vtiskl Asmaře guvernér Ferdinando Martini (1841–1928) v roce 1897. Začala se zde stavět infrastruktura města připomínající města na evropském kontinentě. Se svými 500 000 obyvateli to bylo největší město v tehdejší Eritreji.
Postupná výstavnost a na tehdejší dobu i modernita města však po třicetileté okupaci etiopskými vojsky a následných bojích velmi vzala za své. Svobodným se město stalo až v roce 1991, kdy Eritrea získala opět svou krvavě nabytou samostatnost.

## Všední život v Asmaře
Každé ráno ve městě začíná svoláváním věřících muezínem z Hlavní asmarské mešity, nedaleko odsud jsou slyšet masivní údery zvonů Katolické katedrály a ortodoxních kostelů: Asmara je známá svým multináboženským cítěním a smířlivostí. Ze všech afrických hlavních měst je Asmara snad nejčistším městem. Se svými elegantními uličkami lemovanými kavárnami a restauracemi připomíná jih Itálie.

## Náboženství v Asmaře
Eritrea je rozdílnou zemí různých náboženství. Ve městě se nachází tři monumentální budovy náboženského charakteru:
- Katolická katedrála Panny Marie Růžencové – byla vybudována 1922 v lombardsko-románském slohu. Se svou velkou věží, vysokou přes 52 metrů, je význačnou budovou města. V katedrále se nachází základní škola a klášter. Do roku 1995 byla katedrálou římskokatolického apoštolského vikariátu
- Mešita Al Khulafa Al Rashiudin – nachází se na Ulici míru. Byla postavena v roce 1938 z dekemharského travertinového mramoru a carrarského mramoru.
- Pravoslavná katedrála Nda Mariam

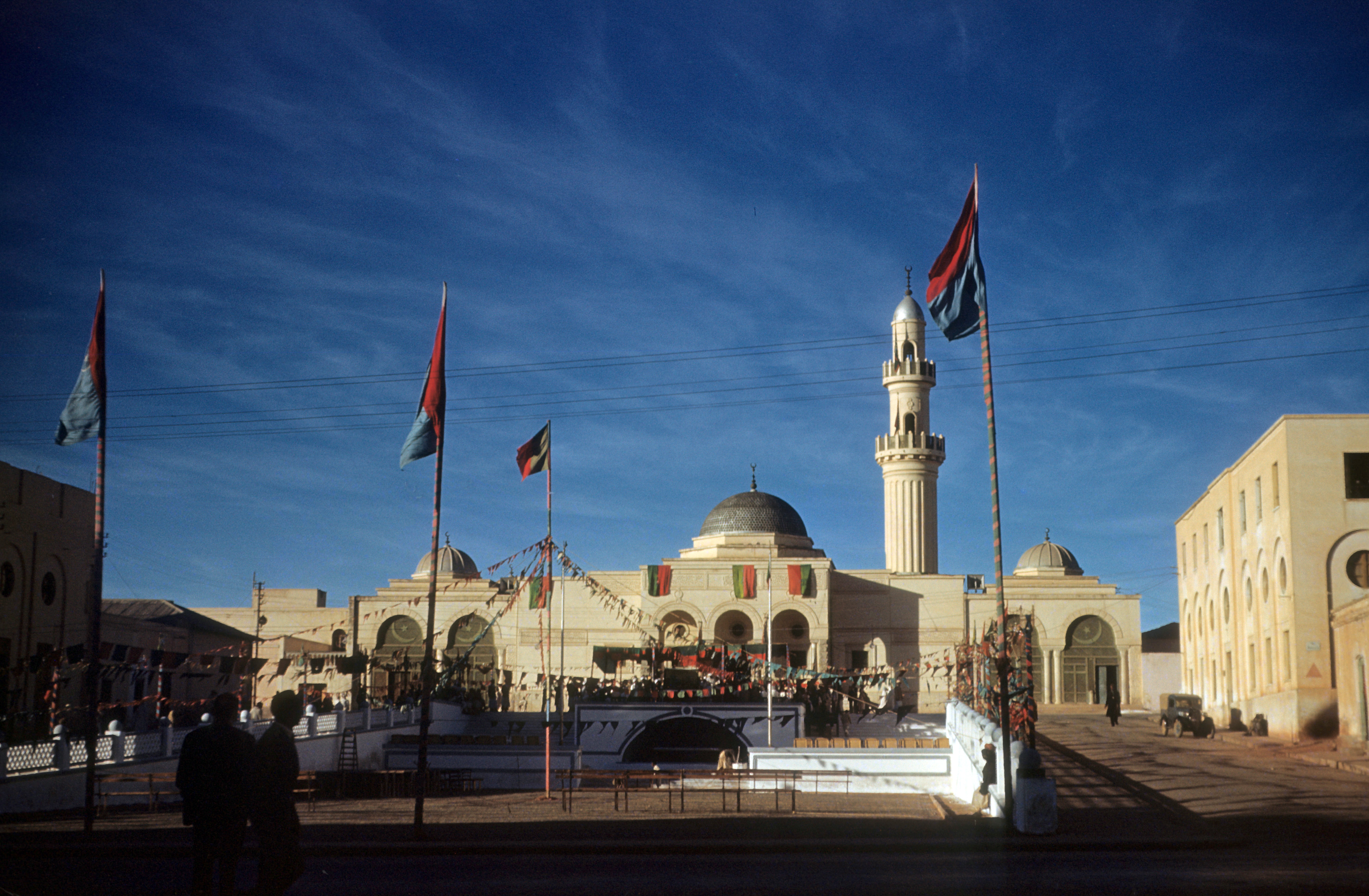
Mešita
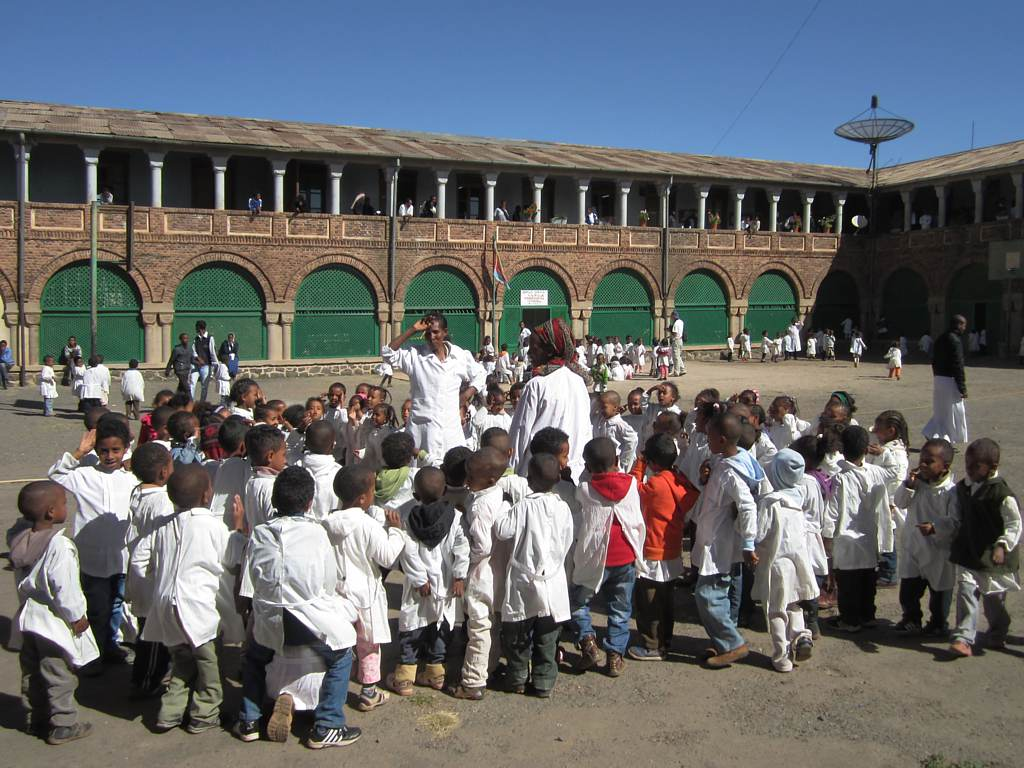
Katolická škola
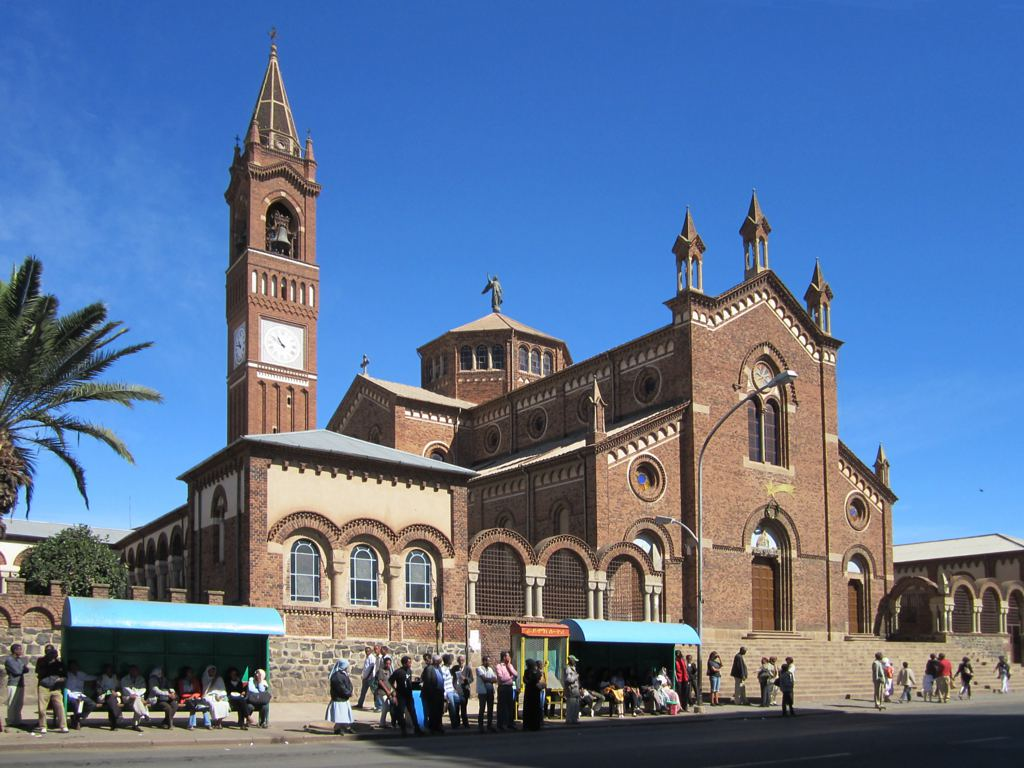
Kostel (katedrála) Panny Marie Růžencové
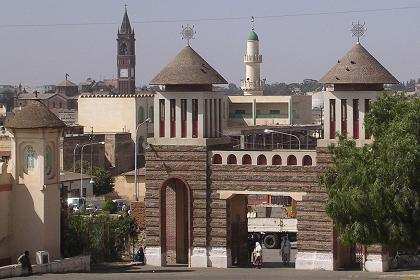
Koptská katedrála Nda Mariam
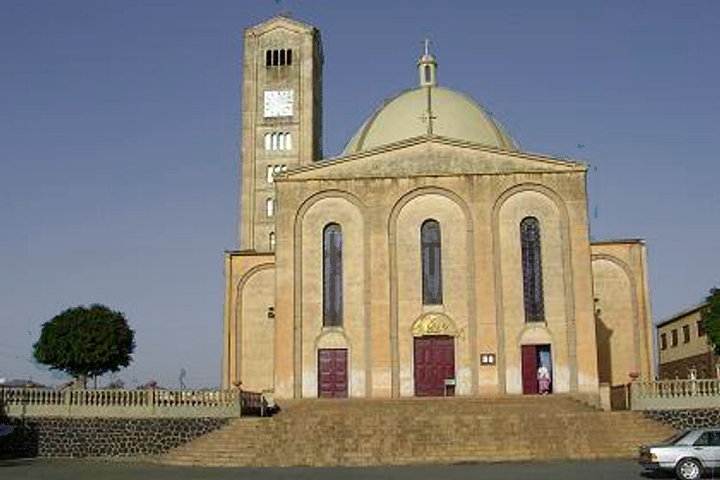
Katedrála Panny Marie Ustavičné pomoci eritrejské katolické církve
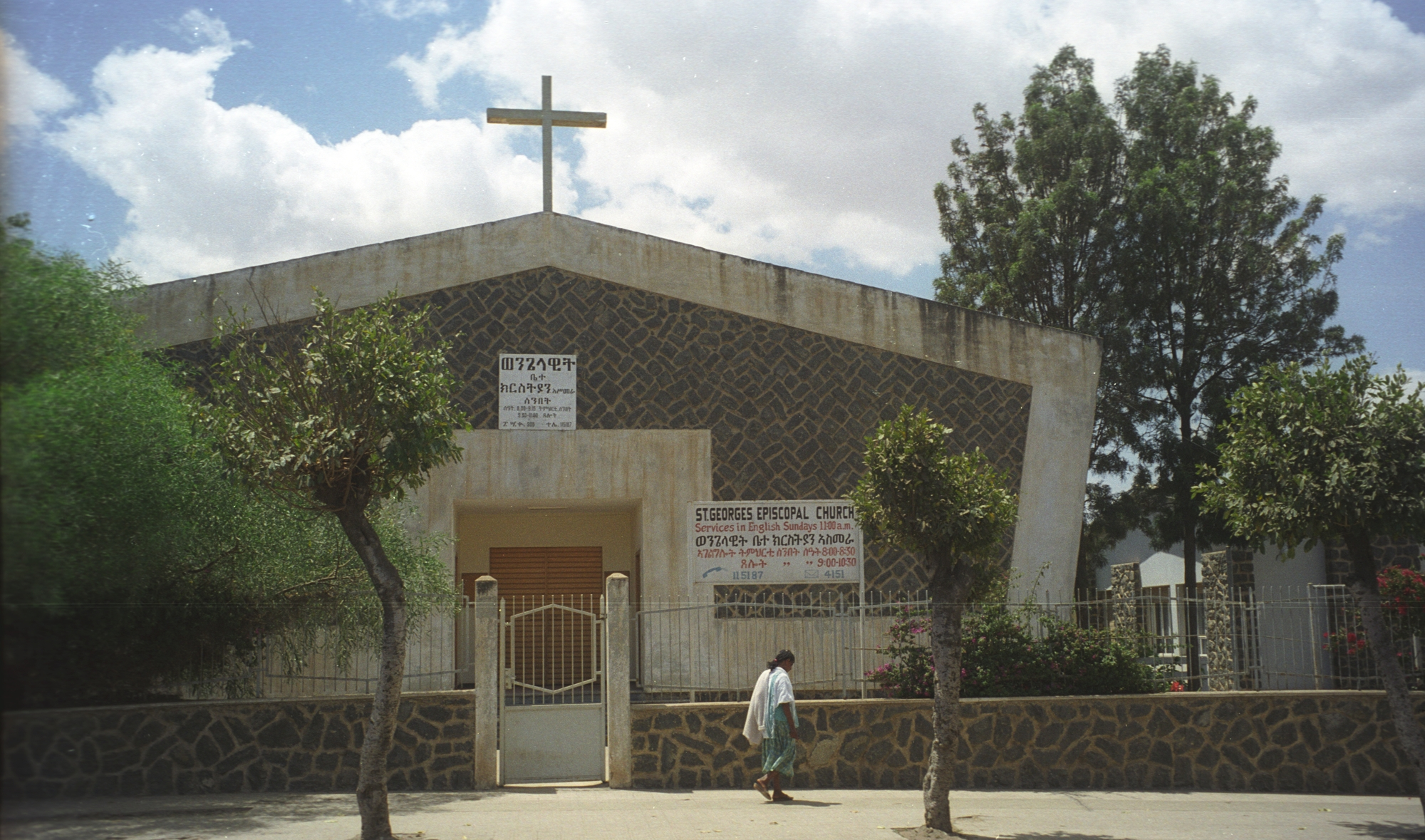
Kostel episkopální církve

## Vládní a výstavní budovy
Svými budovami postavenými za období kolonialismu se může jako jedno z afrických měst Asmara pyšnit. Můžeme se zde setkat s klenoty koloniálního stavitelství, k nimž patří například:
- Asmarské muzeum (sídlo prvního italského guvernéra Fernando Martiniho postavené v roce 1897)
- Eritrejský bílý dům (sídlo prezidenta)
- Budova eritrejského ministerstva financí – finanční policie
- Národní banka Eritreje – nacházející se na Zerai Derres Square

## Podniky a továrny Asmary
Během vlády Haile Selassie bylo hlavní město Eritrey dynamicky se rozvíjející aglomerací. Avšak následnými válkami a plundrováním zažívá město i země spíše hluboký propad. I přes četné potíže se ve městě nachází textilní továrna Godaif Asmara Eritrea, nově zřízená továrna New Santa Famiglia Pasta factory – Adi Guadad Asmara Eritrea, továrna společnosti COCA COLA, Asmarský pivovar (známý výrobou piva, ginu a koňaku), British American Tabaco Company Office, Asmarská továrna na mýdlo.

## Divadla a kina
V Asmaře je devět kin, jsou zde promítány anglicky, italsky a indicky mluvené filmy, doplňované titulky v místním jazyce. Eritrejské divadlo nemá tradici v dramatických představeních. Místní divadelní hry tak velmi často směřují k hraní a zesměšňování politické situace.

## Ambasády
V eritrejské Asmaře mají velvyslanectví tyto země: USA, Belgie, Spojené království, Kanada, Čína, Dánsko, Džibutsko, Egypt, Etiopie, Evropská delegace, Francie, Německo, Řecko, Izrael, Itálie, Japonsko, Libye, Nizozemsko, Nigérie, Norsko, Rusko, Rwanda, Saúdská Arábie, Súdán, Švédsko, Švýcarsko, Jemen.